# Fowtbolayin Akowmb Ararat-Armenia 2018-2019
Questa voce raccoglie le informazioni riguardanti l'Ararat-Armenia nelle competizioni ufficiali della stagione 2018-2019.

## Maglie e sponsor
Lo sponsor tecnico per la stagione 2018-2019 è Joma mentre lo sponsor ufficiale è Tashir.
| Prima divisa | Seconda divisa |

## Rosa
| N. |                           | Ruolo | Calciatore              |
| -- | ------------------------- | ----- | ----------------------- |
| 2  | Spagna (bandiera)         | D     | Sergi González          |
| 4  | Russia (bandiera)         | C     | Aleksej Pustozërov      |
| 5  | Armenia (bandiera)        | D     | Robert Darbinyan        |
| 6  | Bulgaria (bandiera)       | D     | Georgi Pašov            |
| 7  | Colombia (bandiera)       | C     | Jerry Ortíz             |
| 7  | Armenia (bandiera)        | C     | Armen Nahapetyan        |
| 8  | Armenia (bandiera)        | C     | Gor Malak'yan           |
| 9  | Brasile (bandiera)        | A     | Kayron                  |
| 9  | Costa d'Avorio (bandiera) | A     | Jean-Jacques Bougouhi   |
| 10 | Armenia (bandiera)        | C     | Armen Ambartsumyan      |
| 11 | Armenia (bandiera)        | C     | Žirayr Šaġoyan          |
| 12 | Armenia (bandiera)        | P     | Nikos Melikyan          |
| 13 | Russia (bandiera)         | C     | Danila Jaščuk           |
| 14 | Bulgaria (bandiera)       | A     | Ivajlo Dimitrov         |
| 15 | Russia (bandiera)         | D     | Dmitrij Guz' (capitano) |
| 16 | Australia (bandiera)      | C     | Liam Rose               |
| 17 | Colombia (bandiera)       | C     | Giovanny Martínez       |
| 18 | Russia (bandiera)         | A     | Artëm Avanesjan         |
| 19 | Armenia (bandiera)        | D     | Arman Hovhannisyan      |
| 19 | Armenia (bandiera)        | A     | Narek Alaverdyan        |

| N. |                               | Ruolo | Calciatore           |
| -- | ----------------------------- | ----- | -------------------- |
| 21 | Macedonia del Nord (bandiera) | D     | Aleksandar Damčevski |
| 22 | Armenia (bandiera)            | D     | Artur Danielyan      |
| 23 | Colombia (bandiera)           | A     | Charles Monsalvo     |
| 24 | Russia (bandiera)             | P     | Arsen Siukaev        |
| 24 | Armenia (bandiera)            | D     | Albert Khachumyan    |
| 25 | Armenia (bandiera)            | C     | Davit Nalbandyan     |
| 29 | Russia (bandiera)             | D     | Vladimir Chozin      |
| 32 | Russia (bandiera)             | A     | Anton Kobjalko       |
| 33 | Russia (bandiera)             | P     | Dmitrij Abakumov     |
| 44 | Serbia (bandiera)             | P     | Stefan Čupić         |
| 63 | Costa d'Avorio (bandiera)     | C     | Kódjo Kassé Alphonse |
| 71 | Armenia (bandiera)            | C     | Samvel Spertsyan     |
| 77 | Russia (bandiera)             | C     | Vladislav Oslonovsky |
| 77 | Armenia (bandiera)            | C     | Petros Avetisyan     |
| 88 | Armenia (bandiera)            | A     | Vardan Bakalyan      |
| 93 | Haiti (bandiera)              | D     | Alex Christian       |
| 94 | Capo Verde (bandiera)         | C     | Mailson Lima         |
| 97 | Russia (bandiera)             | C     | David Davidjan       |
| 99 | Nigeria (bandiera)            | A     | Ogana Louis          |

## Calciomercato

### Sessione estiva
| Acquisti | Acquisti              | Acquisti             | Acquisti   |
| R.       | Nome                  | da                   | Modalità   |
| -------- | --------------------- | -------------------- | ---------- |
| P        | Dmitrij Abakumov      | Luč-Ėnergija         | svincolato |
| P        | Arsen Siukaev         | Biolog-Novokubansk   | definitivo |
| D        | Vladimir Chozin       | Ural                 | prestito   |
| D        | Aleksandar Damčevski  | Ermīs Aradippou      | svincolato |
| D        | Artur Danielyan       | Stal' Kam"jans'ke    | definitivo |
| D        | Robert Darbinyan      | Širak                | svincolato |
| D        | Dmitrij Guz'          | Tjumen'              | svincolato |
| D        | Arman Hovhannisyan    | Zirka                | svincolato |
| D        | Hrayr Mkoyan          | Širak                | svincolato |
| D        | Georgi Pašov          | Etăr                 | definitivo |
| D        | Sergi González        | Atlético Madrid      | svincolato |
| C        | Armen Ambartsumyan    | Fakel Voronež        | definitivo |
| C        | David Davidjan        | Ararat Mosca         | definitivo |
| C        | Danila Jaščuk         | Volgar' Astrachan'   | definitivo |
| C        | Gor Malak'yan         | Stal' Kam"jans'ke    | definitivo |
| C        | Giovanny Martínez     | Deportivo Pasto      | definitivo |
| C        | Jerry Ortíz           | Penn FC              | definitivo |
| C        | Vladislav Oslonovskij | Čajka Pesčanokopskoe | svincolato |
| C        | Aleksej Pustozërov    | Volgar' Astrachan'   | svincolato |
| C        | Liam Rose             | C.C. Mariners        | svincolato |
| A        | Vardan Bakalyan       | Širak                | svincolato |
| A        | Ivajlo Dimitrov       | Slavia Sofia         | definitivo |
| A        | Kayron                | Barra-SC             | svincolato |
| A        | Anton Kobjalko        | Baltika              | svincolato |
| A        | Charles Monsalvo      |                      | svincolato |

| Cessioni | Cessioni           | Cessioni           | Cessioni   |
| R.       | Nome               | da                 | Modalità   |
| -------- | ------------------ | ------------------ | ---------- |
| P        | Vahe Muradyan      |                    | svincolato |
| D        | Levon Gevorgyan    |                    | svincolato |
| D        | Levon Gharibyan    | P'yownik           | definitivo |
| D        | Gevorg Markosyan   |                    | svincolato |
| C        | Erik Azizyan       | Zemplín Michalovce | definitivo |
| C        | Norayr Grigoryan   |                    | svincolato |
| C        | Mikhail Muradyan   | Banants            | definitivo |
| A        | Armen Hovhannisyan | Zemplín Michalovce | definitivo |

### Sessione invernale
| Acquisti | Acquisti              | Acquisti          | Acquisti   |
| R.       | Nome                  | da                | Modalità   |
| -------- | --------------------- | ----------------- | ---------- |
| P        | Stefan Čupić          |                   | svincolato |
| C        | Petros Avetisyan      | P'yownik          | definitivo |
| C        | Alex Christian        | Ganjasar          | svincolato |
| C        | Kódjo Kassé Alphonse  | Feirense          | svincolato |
| C        | Mailson Lima          | Viitorul Costanza | definitivo |
| A        | Jean-Jacques Bougouhi | Širak             | svincolato |
| A        | Ogana Louis           | Žalgiris          | svincolato |

| Cessioni | Cessioni              | Cessioni       | Cessioni   |
| R.       | Nome                  | da             | Modalità   |
| -------- | --------------------- | -------------- | ---------- |
| P        | Arsen Siukaev         | Lori           | svincolato |
| D        | Robert Darbinyan      | Banants        | svincolato |
| D        | Arman Hovhannisyan    | Ganjasar       | svincolato |
| D        | Hrayr Mkoyan          | Alaškert       | svincolato |
| C        | Danila Jaščuk         | Kajaani        | svincolato |
| C        | Jerry Ortíz           |                | svincolato |
| C        | Vladislav Oslonovskij | Tjumen'        | svincolato |
| C        | Liam Rose             |                | svincolato |
| C        | Samvel Spertsyan      |                | svincolato |
| A        | Vardan Bakalyan       | Artsakh        | svincolato |
| A        | Ivajlo Dimitrov       | Jetisu         | prestito   |
| A        | Kayron                | Hercílio Luz   | definitivo |
| A        | Charles Monsalvo      | Al-Kharitiyath | svincolato |

## Risultati

### Bardsragujn chumb
| Arbitro: | Baliyan (Erevan) |

|  |           |                                |
|  | Marcatori | 67’ Dimitrov 86’ (rig.) Mkoyan |

| Arbitro: | Simonyan (Artašat) |

|              |           |                               |
| Dimitrov 21’ | Marcatori | 16’ Badoyan 46’ (aut.) Mkoyan |

| Arbitro: | Hovhannisyan (Erevan) |

|                                       |           |                     |
| Ilangyozyan 45’ Stežko 58’ Konaté 85’ | Marcatori | 39’ (rig.) Dimitrov |

| Erevan 22 agosto 2018, ore 19:00 UTC+4 4ª giornata | Ararat-Armenia   | 0 – 0 referto | Ganjasar | Stadio Repubblicano Vazgen Sargsyan (500 spett.)\| Arbitro: \| Baliyan (Erevan) \| |
| Arbitro:                                           | Baliyan (Erevan) |               |          |                                                                                    |

| Arbitro: | Simonyan (Artašat) |

|                       |           |                                            |
| Manowčaryan 4’ (rig.) | Marcatori | 6’ (rig.) Dimitrov 14’ Chozin 37’ Kobjalko |

| 29 agosto 2018 6ª giornata |  | – (turno di riposo) |  |  |

| Arbitro: | Simonyan (Artašat) |

|                                     |           |              |
| Davoyan 2’ (aut.) Dimitrov 53’, 66’ | Marcatori | 15’ Muradyan |

| Arbitro: | Nalbandyan (Erevan) |

|               |           |              |
| Poghosyan 68’ | Marcatori | 44’ DImitrov |

| Arbitro: | Safaryan (Martuni) |

|              |           |                                            |
| Monsalvo 84’ | Marcatori | 9’ Ayvazyan 32’ Stanojević 90+3’ Petrosyan |

| Erevan 29 settembre 2018, ore 18:00 UTC+4 10ª giornata | Ararat-Armenia   | 0 – 0 referto | Lori | Stadio Repubblicano Vazgen Sargsyan (1 000 spett.)\| Arbitro: \| Baliyan (Erevan) \| |
| Arbitro:                                               | Baliyan (Erevan) |               |      |                                                                                      |

| Arbitro: | Baliyan (Erevan) |

|  |           |                 |
|  | Marcatori | 42’ Oslonovskij |

| Erevan 21 ottobre 2018, ore 18:00 UTC+4 12ª giornata | Ararat-Armenia     | 0 – 0 referto | P'yownik | Stadio Repubblicano Vazgen Sargsyan (500 spett.)\| Arbitro: \| Simonyan (Artašat) \| |
| Arbitro:                                             | Simonyan (Artašat) |               |          |                                                                                      |

| Erevan 27 ottobre 2018, ore 18:00 UTC+4 13ª giornata | Ganjasar              | 0 – 0 referto | Ararat-Armenia | Stadio dell'Accademia calcistica di Erevan (150 spett.)\| Arbitro: \| Hovhannisyan (Erevan) \| |
| Arbitro:                                             | Hovhannisyan (Erevan) |               |                |                                                                                                |

| Arbitro: | Baliyan (Erevan) |

|  |           |                  |
|  | Marcatori | 54’ (aut.) Pašov |

| 3 novembre 2018 15ª giornata |  | – (turno di riposo) |  |  |

| Arbitro: | Baliyan (Erevan) |

|             |           |  |
| Kabangu 78’ | Marcatori |  |

| Arbitro: | Safaryan (Martuni) |

|                       |           |                 |
| Dimitrov 1’, 17’, 40’ | Marcatori | 23’ Bakhtiyarov |

| Arbitro: | Hovhannisyan (Erevan) |

|  |           |                                    |
|  | Marcatori | 25’ Kobjalko 33’ Chozin 90’ Kayron |

| Arbitro: | Simonyan (Artašat) |

|  |           |              |
|  | Marcatori | 49’ Kobjalko |

| Arbitro: | Hovhannisyan (Erevan) |

|                                              |           |                     |
| Bougouhi 11’, 51’ Kobjalko 84’ Avetisyan 90’ | Marcatori | 62’ (rig.) Simonjan |

| Arbitro: | Simonyan (Martuni) |

|  |           |                                     |
|  | Marcatori | 12’ Pašov 26’ Martínez 65’ Kobjalko |

| Arbitro: | Baliyan (Erevan) |

|                                 |           |  |
| Bougouhi 7’ (rig.) Kobjalko 79’ | Marcatori |  |

| Arbitro: | Simonyan (Artašat) |

|  |           |              |
|  | Marcatori | 73’ Kobjalko |

| 30 marzo 2019 24ª giornata |  | – (turno di riposo) |  |  |

| Arbitro: | Eghoyan (Erevan) |

|                        |           |                            |
| Avetisyan 80’ Guz' 85’ | Marcatori | 70’ Shabani 81’ Ghandilyan |

| Arbitro: | Safaryan (Martuni) |

|               |           |                                |
| Avetisyan 39’ | Marcatori | 9’, 19’ Avetisyan 66’ Kobjalko |

| Arbitro: | Simonyan (Artašat) |

|             |           |                  |
| Pašov 90+1’ | Marcatori | 45+1’ Gadžibekov |

| Arbitro: | Baliyan (Erevan) |

|                            |           |  |
| Louis 5’, 33’ Kobjalko 84’ | Marcatori |  |

| Arbitro: | Eghoyan (Erevan) |

|                              |           |                                                                     |
| Simonjan 60’ Vukomanović 85’ | Marcatori | 14’ Kobjalko 19’ Chozin 31’, 55’ Avetisyan 70’ Lima 90+1’ Danielyan |

| Arbitro: | Simonyan (Artašat) |

|                     |           |                                                  |
| Kobjalko 69’ (rig.) | Marcatori | 48’ Usman 40’ Miranyan 68’ Vardanyan 86’ Talalay |

| Arbitro: | Baliyan (Erevan) |

|                             |           |           |
| Minasyan 6’ Harutyunyan 19’ | Marcatori | 89’ Louis |

| Arbitro: | Eghoyan (Erevan) |

|                               |           |                 |
| Louis 78’ Kobjalko 88’ (rig.) | Marcatori | 45+2’ Prudnikov |

| 15 maggio 2019 33ª giornata |  | – (turno di riposo) |  |  |

| Arbitro: | Hovhannisyan (Erevan) |

|  |           |          |
|  | Marcatori | 8’ Kódjo |

| Arbitro: | Estrada Fernández |

|                         |           |  |
| Kobjalko 7’, 48’ (rig.) | Marcatori |  |

| Arbitro: | Jakubik |

|  |           |                     |
|  | Marcatori | 52’ (rig.) Kobjalko |

### Coppa d'Armenia
| Arbitro: | Eghoyan (Erevan) |

|              |           |                                   |
| Zavialov 88’ | Marcatori | 22’, 31’, 65’ Kobjalko 85’ Kayron |

| Arbitro: | Nalbandyan (Erevan) |

|                                                             |           |  |
| Limonov 45’ (aut.) Kobjalko 49’, 77’ Kayron 57’ Šaġoyan 89’ | Marcatori |  |

| Arbitro: | Simonyan (Artašat) |

|              |           |             |
| Monsalvo 14’ | Marcatori | 63’ Nranyan |

| Arbitro: | Hovhannisyan (Erevan) |

|  |           |              |
|  | Marcatori | 11’ Monsalvo |

| Arbitro: | Hovhannisyan (Erevan) |

|                         |           |                                    |
| Kobjalko 14’ Chozin 79’ | Marcatori | 63’ (rig.) Mkoyan 76’ (aut.) Kódjo |

| Erevan 22 aprile 2019, ore 16:00 UTC+4 Semifinale - Ritorno | Alaškert           | 0 – 0 referto | Ararat-Armenia | Stadio Alaškert (300 spett.)\| Arbitro: \| Simonyan (Artašat) \| |
| Arbitro:                                                    | Simonyan (Artašat) |               |                |                                                                  |

## Statistiche

### Statistiche di squadra
| Competizione      | Punti | In casa | In casa | In casa | In casa | In casa | In casa | In trasferta | In trasferta | In trasferta | In trasferta | In trasferta | In trasferta | Totale | Totale | Totale | Totale | Totale | Totale | DR  |
| Competizione      | Punti | G       | V       | N       | P       | Gf      | Gs      | G            | V            | N            | P            | Gf           | Gs           | G      | V      | N      | P      | Gf     | Gs     | DR  |
| ----------------- | ----- | ------- | ------- | ------- | ------- | ------- | ------- | ------------ | ------------ | ------------ | ------------ | ------------ | ------------ | ------ | ------ | ------ | ------ | ------ | ------ | --- |
| Bardsragujn chumb | 61    | 16      | 7       | 5       | 4       | 25      | 17      | 16           | 11           | 2            | 3            | 28           | 11           | 32     | 18     | 7      | 7      | 53     | 28     | +25 |
| Coppa d'Armenia   | -     | 3       | 1       | 2       | 0       | 8       | 3       | 3            | 2            | 1            | 0            | 5            | 1            | 6      | 3      | 3      | 0      | 13     | 4      | +9  |
| Totale            | 61    | 19      | 8       | 7       | 4       | 33      | 20      | 19           | 13           | 3            | 3            | 33           | 12           | 38     | 21     | 10     | 7      | 66     | 32     | +34 |

### Andamento in campionato
| Giornata  | 1 | 2 | 3 | 4 | 5 | 6 | 7 | 8 | 9 | 10 | 11 | 12 | 13 | 14 | 15 | 16 | 17 | 18 | 19 | 20 | 21 | 22 | 23 | 24 | 25 | 26 | 27 | 28 | 29 | 30 | 31 | 32 | 33 | 34 | 35 | 36 |
| --------- | - | - | - | - | - | - | - | - | - | -- | -- | -- | -- | -- | -- | -- | -- | -- | -- | -- | -- | -- | -- | -- | -- | -- | -- | -- | -- | -- | -- | -- | -- | -- | -- | -- |
| Luogo     | T | C | T | C | T | – | C | T | C | C  | T  | C  | T  | C  | –  | T  | C  | T  | T  | C  | T  | C  | T  | –  | C  | T  | C  | C  | T  | C  | T  | C  | –  | T  | C  | T  |
| Risultato | V | P | P | N | V | – | V | N | P | N  | V  | N  | N  | P  | –  | P  | V  | V  | V  | V  | V  | V  | V  | –  | N  | V  | N  | V  | V  | P  | P  | V  | –  | V  | V  | V  |
| Posizione | 1 | 6 | 8 | 7 | 2 | 4 | 4 | 4 | 5 | 5  | 5  | 5  | 5  | 5  | 5  | 6  | 5  | 5  | 4  | 4  | 2  | 2  | 1  | 1  | 2  | 1  | 1  | 1  | 1  | 2  | 2  | 2  | 2  | 2  | 2  | 1  |

Legenda:

Luogo: C = Casa; T = Trasferta. Risultato: V = Vittoria; N = Pareggio; P = Sconfitta.